# Кримла
Кримла (њем. Crimla) општина је у њемачкој савезној држави Тирингија. Једно је од 61 општинског средишта округа Грајц. Према процјени из 2010. у општини је живјело 315 становника. Посједује регионалну шифру (AGS) 16076014.

## Географски и демографски подаци
Кримла се налази у савезној држави Тирингија у округу Грајц. Општина се налази на надморској висини од 280 метара. Површина општине износи 1,4 km². У самом мјесту је, према процјени из 2010. године, живјело 315 становника. Просјечна густина становништва износи 219 становника/km².